# Nadia Anjuman

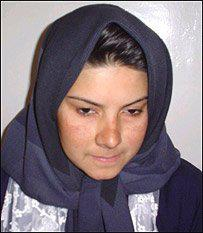
Nadia Anjuman

Nadia Anjuman (* 27. Dezember 1980 in Herat; † 5. November 2005 ebenda) war eine afghanische Dichterin und zugleich Journalistin.

## Leben
Nadia Anjuman studierte an der Universität von Herat, als sie 2005 ihren ersten Lyrikband publizierte. Gul-e-dodi (Dunkle Rote Blüte) wurde in Afghanistan und im angrenzenden Iran sehr populär. Ein zweiter Gedichtband war für 2006 in Vorbereitung.
Am Abend des 5. November 2005 wurde sie in einer Auseinandersetzung von ihrem Ehemann Farid Ahmad Majid Mia so schwer geschlagen, dass sie ihr Bewusstsein verlor. Sie wurde danach in ein Krankenhaus eingeliefert, wo sie kurz darauf starb. Entsprechend den Angaben des Polizeioffiziers Nisar Ahmad Paikar gestand ihr Mann, sie nach einem Streit geschlagen zu haben. Sein Geständnis betraf aber nicht das Tötungsdelikt. Es wird berichtet, dass sie durch Kopfverletzungen ihr Leben verlor.
Die Vereinten Nationen haben die Ermordung Anjumans verurteilt. Der Sprecher Adrian Edwards erklärte, dass ihr Tod ein großer Verlust für Afghanistan sei und dass das Delikt aufgeklärt werden müsse. Inzwischen wurde ihr Ehemann wegen Verdachts auf Tötung festgenommen.
Nadia Anjuman hinterließ ein sechs Monate altes Kind.